# Apeldoorn
Apeldoorn  è una municipalità dei Paesi Bassi di 155.775 abitanti, dei quali 136.208 nella città di Apeldoorn e gli altri nei villaggi di Beekbergen, Loenen, Uddel, Hoenderloo, Lieren, Klarenbeek e Hoog Soeren. Apeldoorn è situata nella provincia di Gheldria ed è il capoluogo del comune, uno dei più grandi dei Paesi Bassi.
Gran parte del territorio del comune è occupata da natura, il territorio si trova infatti nel Parco nazionale del Veluwe. La città si trova a est della regione del Veluwe, la regione più alta dei Paesi Bassi centrali. La collina più alta nell'area del comune è Torenberg o Monte della Torre, di 107,1 metri. Apeldoorn, che è inoltre il comune più piovoso dei Paesi Bassi, diede i natali al pittore Patrick Bakker (1910-1932) e al musicista Ed Starink.

## Cultura
Il museo del Palazzo di Het Loo è un Rijksmuseum (museo nazionale). D'interesse è anche il parco di Apenheul.

## Sport

### Calcio
Ad Apeldoorn ha sede la squadra del CSV Apeldoorn.

### Ciclismo
Il 6 maggio 2016 ad Apeldoorn si è disputata la prima tappa della novantanovesima edizione del Giro d'Italia, un prologo a cronometro individuale vinto dall'olandese Tom Dumoulin.

### Atletica leggera
Ospita i Campionati europei indoor nel 2025.